# Ängsö församling
Ängsö församling var en församling i Västerås stift och i Västerås kommun i Västmanlands län. Församlingen uppgick 2006 i Kungsåra församling.

## Administrativ historik
Församlingen har medeltida ursprung.
Församlingen utgjorde till 1 december 1930 ett eget pastorat. Från 1 december 1930 till 1962 annexförsamling i pastoratet Kärrbo, Kungsåra och Ängsö för att från 1962 till 2006 vara annexförsamling i pastoratet Irsta, Kärrbo, Kungsåra, Ängsö och Björksta.Församlingen uppgick 2006 i Kungsåra församling.

## Organister
Lista över organister i Ängsö församling.
| Verksam   | Namn                      | Levnadstid | Övrigt                 |
| --------- | ------------------------- | ---------- | ---------------------- |
| 1737-1760 | Johan Norberg             | 1695-1760  |                        |
| 1761-1778 | Erik Hindrik Hiller       | 1725-1778  |                        |
| 1778-1803 | Jakob Herman Hiller       | 1759-1803  |                        |
| 1804-1812 | Anders Lagerholm          | 1778-      |                        |
| 1812-1814 | Anders Thelin             | 1791       |                        |
| 1814-1833 | Johan Erik Hiller         | 1797-1833  |                        |
| 1834-1835 | Johan Holmström           | 1798-      | Vice organist.         |
| 1835-1865 | Gustaf Axel Hiller        | 1801-1865  |                        |
| 1866-1903 | Gustaf Efraim Hiller      | 1832-1906  |                        |
| 1902-1910 | Andreas gerhard Elvin     | 1870-      |                        |
| 1910-1919 | Wilhelm Elias Hedén       | 1865-      |                        |
| 1919      | Arvid Johansson           |            | Vikarierande organist. |
| 1921-1925 | Wilhelm Herman Åsbrink    | 1854-      |                        |
| 1925-1952 | Carl Gösta Teodor Erikson | 1902-      |                        |
|           | Mona Pettersson           |            |                        |

## Kyrkor
- Ängsö kyrka